# Aranypajzsú holyva
Az aranypajzsú holyva (Staphylinus erythropterus) a bogarak rendjébe és holyvák családjába tartozó, Magyarországon is honos bogárfaj.
A holyva mérete 17–22 mm. Mint minden holyvának, szárnyfedői nagyon rövidek, valamint csúcsuk lemetszett, potrohlemezeinek kisebb-nagyobb részét nem takarják el. Repülőszárnyuk azonban rendszerint fejlett, a család több mint ezer hazai faja kiválóan repül. Ragadozó bogár. Az aranysujtásos holyva mindenhol megtalálható. Gyakori legelőkön, földutakon, a trágyában lévő más rovarok és azok lárvái alkotják táplálékát. Nevét potrohszelvényein látható, aranysárga szőrökből álló „sujtásairól” kapta.